# Machine Head (musikalbum)
Machine Head är det sjätte studioalbumet av det brittiska rockbandet Deep Purple, utgivet i mars 1972. Albumet räknas som ett av de bästa inom brittisk hårdrock. Albumet skulle ha spelats in på ett kasino i Montreux, Schweiz, men kasinot brann ner efter en konsert av Frank Zappa. Albumet spelades då istället in på ett närliggande hotell. Inspelningarna påbörjades 6 december och avslutades drygt två veckor senare, 21 december.
Den mest välkända låten från albumet är tveklöst "Smoke on the Water" som genom sitt karakteristiska riff blivit en av rockmusikens mest välkända kompositioner. Texten i låten handlar om inspelningen av Machine Head, och hur galet det gick med denna. "Highway Star" är en annan känd låt som kopplar ihop kvinnor med bilar. Musikaliskt innehåller låten också två virtuosa solon, båda inspirerade av barockmusik (egentligen rena citat från konserter av Antonio Vivaldi).
Albumet gav gruppen sin andra listetta i Storbritannien (den första var Fireball) medan det i USA nådde plats sju på Billboard 200. Albumet nådde också topp-10 placeringar i Kanada, Nederländerna, Norge, Tyskland och Österrike.

## Dokumentär
År 2002 gjordes en dokumentär om inspelningen av albumet i serien Classic Albums.

## Låtlista
Samtliga låtar är skrivna av Ritchie Blackmore, Ian Gillan, Roger Glover, Jon Lord och Ian Paice.
| 1. | Highway Star     | 6:05 |
| 2. | Maybe I'm a Leo  | 4:51 |
| 3. | Pictures of Home | 5:03 |
| 4. | Never Before     | 3:56 |

| 5.           | Smoke on the Water | 5:40  |
| 6.           | Lazy               | 7:19  |
| 7.           | Space Truckin'     | 4:31  |
| Total längd: | Total längd:       | 37:25 |

## Medverkande
| Deep Purple - Ian Gillan – sång, munspel - Ritchie Blackmore – gitarr - Roger Glover – bas - Jon Lord – orgel - Ian Paice – trummor, slagverk | Produktion - Martin Birch – ljudtekniker, mixing (tillsammans med Deep Purple) - Jeremy (Bear) Gee - assistent - Nick Watterton – tekniker - Ian Hansford, Rob Cooksey, Colin Hart – utrustning - Shephard Sherbell – foto - Roger Glover, John Coletta – omslagsdesign |

## Listplaceringar och certifieringar
| Land                | Topplacering | Certifiering | Ref         |
| ------------------- | ------------ | ------------ | ----------- |
| Belgien (Flandern)  | 168          |              | [ 4 ]       |
| Belgien (Vallonien) | 131          |              | [ 4 ]       |
| Danmark             | 1            |              | [ 5 ]       |
| Finland             | 20           |              | [ 4 ]       |
| Kanada              | 1            |              | [ 6 ]       |
| Nederländerna       | 2            |              | [ 4 ]       |
| Norge               | 3            |              | [ 7 ]       |
| Storbritannien      | 1            |              | [ 1 ]       |
| Sverige             | 59           |              | [ 4 ]       |
| Tyskland            | 1            |              | [ 8 ]       |
| USA                 | 7            | Platina (x2) | [ 2 ] [ 9 ] |
| Österrike           | 4            |              | [ 4 ]       |